# 江鈴汽車
江鈴汽車股份有限公司（こうれいきしゃ、簡体字：江铃汽车股份有限公司、英語：Jiangling Motors Co., Ltd.、略称：JMC、江鈴汽車）は、中国の江西省南昌市に所在する自動車メーカーである。江鈴汽車集団有限公司（江铃汽车集团公司、JMCG）グループに属する。

## 概要

### 江鈴汽車
江鈴汽車は「JMC」ブランドでSUV・小型トラックを製造するほか、フォードとの合弁でフォードブランド車を生産する。フォードは江鈴汽車に32%出資している。かつてはいすゞといすゞ（中国）投資有限会社が出資していた時期もあった。
1947年、南昌市で前身となる自動車修理工場が創業。初めて自動車を生産したのは1968年。1985年にいすゞと技術提携を結んでトラック（エルフ）の生産を始めた（のち1993年に合弁会社を設立。後述）。1993年に現在の江鈴汽車股份有限公司が設立され、1995年からフォードとの合弁事業が始まった。2002年からフォードブランドと並行して自社のJMCブランドを使い始めた。

### 江鈴汽車集団
江鈴汽車集団の下には江鈴汽車の他にいすゞとの合弁会社「江西五十鈴汽車」、ルノーとの合弁で新エネルギー車を生産する「江西江鈴集団新能源汽車」、マイクロバス・路線バス・特装車などを生産する「江西江鈴集団晶馬汽車」、かつて「陸風 (Landwind)」ブランドで乗用車を生産した「江鈴控股」がある。
いすゞとは1985年に技術提携を結んでトラックの生産を始めた。1993年に合弁会社「江鈴五十鈴汽車」を設立。2012年に再編し「江西五十鈴汽車」が設立された。
江西江鈴集団新能源汽車は2015年1月に設立。2019年7月、ルノーが10億元（157億円）を出資し、筆頭株主となった。
江西江鈴集団晶馬汽車（晶馬汽車）は1958年に成立した「江西消防車輛製造廠」（南昌汽車廠）を前身とし、2011年に江鈴集団により再編されて「江西消防車輛製造」となり、同年「江西江鈴集団晶馬汽車」に名称変更した。
「陸風汽車 (Landwind)」 ブランドは当初江鈴汽車のブランドとして始まり、2004年11月に長安汽車との合弁会社として「江鈴控股有限公司 (Jiangling Motor Holding Co., Ltd.)」が設立された。初の中国企業同士の自動車合弁会社である。
2019年6月、EV企業の「Aiways（愛馳）」が自動車生産の免許取得を求めて江鈴控股に50％出資したが2021年に撤退。2022年11月、江鈴控股は債権者から破産を申し立てられた。しかしこれは裁判所によって却下されている。
2020年以降、陸風ブランド車は生産されていない。2022年から、江鈴控股の工場では長安汽車の「锐程PLUS」を生産している。
この他、過去には2013年に長安汽車集団の傘下企業を買収し「江鈴重型汽車」として大型トラックを製造していたが、ボルボ・グループによる買収発表、買収断念を経て2023年に生産・販売を停止した。

## 沿革
- 1947年 - 自動車修理工場として江西省南昌市で設立。
- 1967年 - 「江西汽車製造廠」に名称を変更。
- 1968年 - 初めて自動車を生産する。
- 1985年 - いすゞとの技術提携によりトラックの生産開始。
- 1988年 - 江西省内の企業の出資により「江西汽車工業集団」を設立。
- 1993年4月18日 - いすゞ自動車および伊藤忠商事との合弁会社「江鈴五十鈴汽車有限公司」設立。
- 1993年11月22日 - 「江鈴汽車股份有限公司」設立。
- 1995年 - 「江鈴汽車股份有限公司」とフォード・モーターとの合弁事業を開始。
- 1997年 - 合弁によるフォード・トランジットの生産開始。
- 2003年 - 「陸風 (Lamdwind)」ブランド車正式発売。
- 2004年11月 - 長安汽車と合弁で「江西江鈴控股有限公司」を設立。
- 2005年 - 陸風ブランドで中国の自動車メーカー初のヨーロッパ進出を果たす。
- 2012年 - いすゞとの合弁を再編し、「江西五十鈴汽車有限公司」設立。
- 2015年 - 新エネルギー車を生産する「江西江鈴集団新能源汽車有限公司」設立。
- 2019年 - 「江西江鈴集団新能源汽車」にルノーが出資し、ルノーとの合弁事業を開始。

出典

## 生産車種

### 自主ブランド
- JMC - ピックアップトラック、小型トラック、バン、SUV「馭勝（驭胜）」
- 晶馬汽車 - マイクロバス・中・大型バス、特装車、消防車

### 合弁生産
- フォード（江鈴汽車と合弁） - SUV、バン
- 江西五十鈴汽車（いすゞとの合弁） - ピックアップトラック、小型トラック（エルフ）、SUV
- JMEV（ルノーとの合弁） - EV

### 生産終了
- 陸風 (Landwind) - SUV、乗用車

## 陸風 (Landwind)
陸風汽車 (Landwind)は、かつて生産されていたSUVを中心とする自動車ブランドである。
当初は、江鈴集団の乗用車ブランドとして立ち上げられた。1997年に「陸風研究中心（研究開発センター）」が発足、1999年に「江鈴陸風汽車有限公司」が設立される。2002年12月、最初のSUV「X9」が登場。
2004年11月、初の中国企業同士の自動車合弁会社として、長安汽車との合弁会社「江鈴控股有限公司」設立。陸風ブランドは同社に移管される。2005年、「X6」で中国車初のヨーロッパ進出を果たす。
かつては販売好調であったが、2016年に8万台を超える販売を記録したのをピークにその後業績が悪化し、2019年の販売は1000台未満にまで落ち込んだ。2020年を最後に、陸風ブランド車は販売されていない。

### 生産車種
- セダン
  - s-ドライブ
- ミニバン
  - ファッション
- SUV
  - X6
  - X7
  - X8
  - X9

### 陸風X7モデル生産差し止め
2019年3月、北京市朝陽区の裁判所は、「陸風」ブランド車を生産する江鈴控股に対し、陸風X7の製造販売を即刻停止するよう命じる判決を出した。陸風X7は、レンジローバーイヴォークの模倣だとして2016年にジャガーランドローバーが訴えていた。
2014年11月、陸風X7が広州モーターショーに出展された時から、X7の外観はレンジローバーイヴォークそっくりであると指摘されており、裁判所が追認した形となった。中国企業が外資の自動車を模倣したと中国の裁判所が正式に認めた初のケースであるという。
当初、訴訟当事者がジャガーランドローバーの発表に基づき「江鈴汽車 (Jiangling Motors)」と報じられたが、「江鈴控股 (Jiangling Holdings Co., Ltd.)」の誤りである。後にジャガーランドローバーは発表内容を修正した。ロイターは記事を訂正したが、多くは当初発表のままになっている。
江鈴汽車も「当社とは無関係である」旨のアナウンスを出した。